# Governo Nacional de Wuhan
O Governo Nacional de Wuhan (Chinês: 武漢國民政府), mais conhecido como Governo de Wuhan ou Regime de Wuhan foi um governo não-reconhecido na China gerado a partir da rivalidade entre as facções do Partido Nacionalista da China (Kuomintang, KMT) que existiu entre 5 de Dezembro de 1926 a 21 de Setembro de 1927, liderado por Wang Jingwei.

Após o Exército Revolucionário do Partido Nacionalista da China capturar a cidade de Wuhan durante a Expedição do Norte, a sede do Reduto Nacionalista da República da China foi movida de Guangzhou para lá em Dezembro de 1926, de forma provisória. Em Abril de 1927, ocorre o Massacre de Xangai, um ponto de gatilho para que a facção esquerda do Partido Nacionalista procurasse desvincular as atitudes de Chiang Kai-shek, líder do partido após a morte de Sun Yat-sen, do partido. Nisso, Chiang Kai-Shek foi forçado a renunciar, todavia, ele apenas moveu a capital para Nanjing, que era a ideia original do partido nacionalista. Entretanto, a facção esquerda do partido não seguiu a mudança para Nanjing, e ficou em Wuhan, onde reivindicou a autoridade do partido e do governo nacionalista, com apoio do Partido Comunista da China em um processo ficou conhecido na historiografia chinesa como Divisão Nanjing-Wuhan (Chinês: 寧漢分裂).

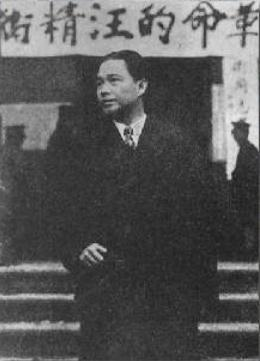
Wang Jingwei (imagem) foi o líder do Governo em Wuhan, em oposição a Chiang Kai-Shek.

Os Governos de Wuhan e Nanjing se reconciliaram em 1927 após o Golpe de Wuhan, conhecido também como Incidente de 15 de Julho, quando Wang Jingwei por pressão politica teve de desfazer os laços com o Partido comunista e realocar os demais membros do partido nacionalista para Nanjng. Esta atitude foi majoritamente desaprovada pela facção esquerda dos nacionalistas, muitos migraram para o Partido Comunista da China, que naquele mesmo ano daria inicio a Revolta de Nanchang e um prévio inicio a Guerra Civil Chinesa.